# Babanding K. K. Daffeh
Babanding K. K. Daffeh (* 12. September 1954; † 3. Januar 2015 in Serekunda) war ein Politiker im westafrikanischen Staat Gambia.

## Leben
Daffeh hatte ein Diplom in Verwaltung und Management.
Anfang Januar 2015 verstarb Daffeh im Serekunda Hospital in Serekunda-Kanifing, er wurde am 4. Januar in seinen Wohnort Wellingara überführt und dort bestattet.

## Politisches Wirken
| Parlamentswahl | Stimmen          | Stimmanteil      |
| -------------- | ---------------- | ---------------- |
| 1997           | 1.104            | 36,73 %          |
| 2002           | nicht angetreten | nicht angetreten |
| 2007           | 1.548            | 52,53 %          |
| 2012           | 1.313            | 39,67 %          |

Bei den Parlamentswahlen 1997 trat er im Wahlkreis Kiang Central als Kandidat der United Democratic Party (UDP) für einen Sitz in der Nationalversammlung an. Er unterlag seinem Gegenkandidaten Musa Gallel J. Njadoe von der National Reconciliation Party (NRP). Die Parlamentswahlen 2002 wurde von den Oppositionsparteien, unter anderem auch von der UDP, weitestgehend boykottiert, so gab es im Wahlkreis Kiang Central keinen Gegenkandidaten. 2007 trat Daffeh bei den Parlamentswahlen wieder in seinem Wahlkreis an und gewann diesen gegen den Kandidaten Aba L. Yabou von der Alliance for Patriotic Reorientation and Construction (APRC).
Anfang März 2012 trat Daffeh aus der UDP aus, um bei den folgenden Parlamentswahlen 2012 Ende März als unabhängiger Kandidat anzutreten. Bei den Wahlen für einen Sitz in der Nationalversammlung unterlag er dem Gegenkandidaten Bubacarr S. Fadera (APRC).